# VIZIO

VIZIOのロゴ

VIZIO（ビジオ）は、アメリカ合衆国のファブレス液晶テレビメーカーである。南カリフォルニア大学卒のウィリアム・ワンが創業者でCEOである。

## 歴史
2005年にカリフォルニア州オレンジカウンティのアーバイン市に設立された。2009年現在、低価格を武器に北米において急速に液晶テレビのシェアを伸ばしつつある。
2015年、自動コンテンツ認識技術 (ACR) を提供するCognitive Media Networksを買収した。当事業は後にInscapeに改称している。これにより、ユーザーの視聴データを捕捉して広告の効果増とデータ販売収入増を実現した。
2024年2月20日、大手スーパーマーケットのウォルマートは本企業を23億ドル（日本円で約3450億円）で買収することを発表した。

## 特徴
完全なファブレス企業であり、液晶テレビの企画と設計だけを行っている。
株主でもある台湾の鴻海精密工業と同じく台湾資本のEMSメーカーである瑞軒科技（Amtran Technology Co., Ltd. ）が購買、製造、物流に協力しており製品の生産は瑞軒科技に委託している。瑞軒科技と鴻海精密工業はEMS生産用として日本メーカーや米HPから液晶パネルを大量に購入しており、VIZIOはこの価格交渉力を利用できる。
製品のデザインもスピーカー部やボタン類にアルミ合金を多用するなど低価格品とは思えないほど高級感をもたせている。例えばドイツでは、日本でのグッドデザイン賞に相当する賞を2007年に受賞している。製品を梱包している箱には、黒とオレンジに銀色を配色して洗練されたイメージをアピールしている。使用説明書をカラー印刷にし、製品裏の接続パネル面を色分けして配線作業を判り易くするなど、他社に比べて消費者への配慮が行き届いている。90人の社員の大半をコールセンター業務に当てるなど、顧客満足の向上を重視している。
これらのことから主に北米で急速にシェアを伸ばし、アメリカ市場では2007年7-9月期に液晶テレビメーカーとしては販売台数シェア2位となった。2007年第2四半期の北米市場での液晶テレビとPDPテレビの合計出荷シェアは11.9%で、Samsung社を抜いて1位になった。売上高が2007年には20億米ドルに届くほどであるのに社員数は90人でしかない。VIZIO社は画像処理半導体も自社開発は行なっていない。
販売チャネルはコストコなどホールセールクラブやウォルマートが中心で、家電量販店はあえて避けていた。NBAのバスケットチーム、ロサンゼルス・クリッパーズを後援している。2008年9月に、コストコの各店舗で試験的に42型の液晶テレビの販売を日本国内で開始した。

## 製品

### 2009年のモデル
2009年1月に、55型のフルHD（1920×1080）、コントラスト比100万対1、120Hz駆動の2009年夏販売予定新型モデル、VF551XVTは、北米向けに1,999.99米ドルで販売すると発表した。

## 2009年の禁輸
2009年4月10日にアメリカ国際貿易委員会（ITC）は、日本の船井電機が米国で持つ液晶デジタルテレビ関連の特許の侵害を受けたとして提訴していた件で、米VIZIO社など11社の特許侵害製品を輸入・販売禁止とする命令を下し、VIZIO社の主力製品であるデジタル・テレビが対象となった。ただし関税法337条は最長60日間の米大統領による確認期間を設けており、VIZIO社ではこの間も輸入を継続しあらゆる法的手段を取るとしていたが、7月下旬、ITC及びアメリカ連邦巡回控訴裁判所の双方が、ITCの輸入差止命令の執行停止を求めたVIZIO社の申立てを却下した。